# Lars Jakobsen (fodboldspiller, født 1971)
 For alternative betydninger, se Lars Jakobsen. (Se også artikler, som begynder med Lars Jakobsen)
Lars Jakobsen (født 20. juli 1971) er en dansk forhenværende forsvarsspiller i fodbold.
Han nåede at spille 245 førsteholdskampe for sin klub Esbjerg fB og score 12 mål, inden han stoppede i klubben i vinteren 2003, hvor han skiftede til FC Fredericia.
Han blev valgt som årets spiller i Esbjerg fB i sæsonen 1998-99.